# Saigona fuscoclypeata
Saigona fuscoclypeata är en insektsart som beskrevs av Liang och Song 2006. Saigona fuscoclypeata ingår i släktet Saigona och familjen Dictyopharidae. Inga underarter finns listade i Catalogue of Life.